# Andrés Giménez (beisbolista)
Andrés Alfonso Giménez (Barquisimeto, Venezuela, 4 de septiembre de 1998), más conocido como Andrés Giménez, es un jugador profesional venezolano de béisbol que se desempeña en la posición de segunda base en Toronto Blue Jays, equipo de las Grandes Ligas de Béisbol (MLB).

## Carrera
Giménez hizo su debut en la MLB con el equipo New York Mets, en el cual jugó una temporadas (2020), después pasó a Cleveland Guardians (2021-2024), posteriormente a Toronto Blue Jays.